# 彼得·范尼乌文赫伊曾
彼得·范尼乌文赫伊曾（荷蘭語：Peter van Nieuwenhuizen，荷蘭語：[vɑn ˈniu̯əˌɦœyzə]，1938年10月26日—），荷兰物理学家，荷兰皇家艺术与科学学院院士，美国石溪大学的杰出教授。范尼乌文赫伊曾因与塞尔焦·费拉拉、丹尼尔·Z·弗里德曼共同提出超引力而知名。